# Duripelta peha
Duripelta peha là một loài nhện trong họ Orsolobidae.
Loài này thuộc chi Duripelta. Duripelta peha được Raymond Robert Forster & Norman I. Platnick miêu tả năm 1985.